# Electrostrymon tyrtaeus
Electrostrymon tyrtaeus är en fjärilsart som beskrevs av Fabricius 1793. Electrostrymon tyrtaeus ingår i släktet Electrostrymon och familjen juvelvingar. Inga underarter finns listade i Catalogue of Life.